# Hydropsyche alanya
Hydropsyche alanya là một loài Trichoptera trong họ Hydropsychidae. Chúng phân bố ở miền Cổ bắc.